# Destination Danger (téléfilm)
Cet article concerne le téléfilm. Pour la série télévisée, voir Destination Danger (série télévisée).
Pour plus de détails, voir Fiche technique et Distribution.
Destination Danger (ルパン三世『ルパン暗殺指令』- Rupan sansei : Rupan ansatsu shirei) est un téléfilm d'animation japonais réalisé par Masaaki Osumi, diffusé en 1993.

## Synopsis
L'inspecteur Zenigata est retiré de l'affaire Lupin et est chargé de démanteler une organisation criminelle, Shotshell. Lupin et sa bande se joignent à lui, et volent un sous-marin nucléaire afin de d'attirer la Shotshell intéressée par ce sous-marin, et enlève une physicienne nommée Karen Korinsky, qui semble connaitre Jigen.

## Fiche technique
- Titre : Destination Danger
- Titre original : ルパン三世『ルパン暗殺指令』- Rupan Sansei : Rupan Ansatsu Shirei
- Réalisation : Masaaki Osumi
- Scénario : Hiroshi Kashiwabara d'après Monkey Punch
- Story-boards : Masaharu Okuwaki
- Direction de l'animation : Hisashi Eguchi
- Direction artistique : Tsutomu Ishigaki
- Direction de la photographie : Hajime Hasegawa
- Production : Tadahito Matsumoto, Mikihiro Iwata et Kyo Ito
- Production exécutive : Hidehiko Takei
- Société de production : TMS Entertainment
- Musique : Yuji Ohno
- Pays d'origine : Japon
- Langue : japonais
- Genre : policier
- Durée : 90 minutes
- Première date de diffusion :  23 juillet 1993

## Distribution

### Voix originales
- Yasuo Yamada : Lupin III
- Kiyoshi Kobayashi : Daisuke Jigen
- Makio Inoue : Goémon Ishikawa
- Eiko Masuyama : Fujiko Mine
- Gorō Naya : Inspecteur Zenigata
- Atsuko Tanaka : Karen Korinsky
- Nachi Nozawa : John Claude
- Ishikai Tsuranobu : Keith
- Jyo Fujimoto : le chef d'Interpol

### Voix françaises
- Bruno Magne : Lupan
- Hervé Caradec : Daisuke Jigen
- Constantin Pappas : Goémon Ishikawa, l'inspecteur Zenigata
- Nathalie Homs : Fujiko Mine
- Susan Sindberg : Karen Korinsky
- Thierry Kazazian : John Claude
- Yann Pichon : Keith
- Gilbert Levy : le chef d'Interpol

Dans ce doublage français, Lupin est renommé Lupan.
Source : Planète jeunesse

## DVD
Ce film a été édité en 2006 par Dybex dans un coffret avec Le Dragon maudit.

## Autour du film
- Il s'agit du cinquième téléfilm sur Lupin III.